# 親衛隊旅隊領袖

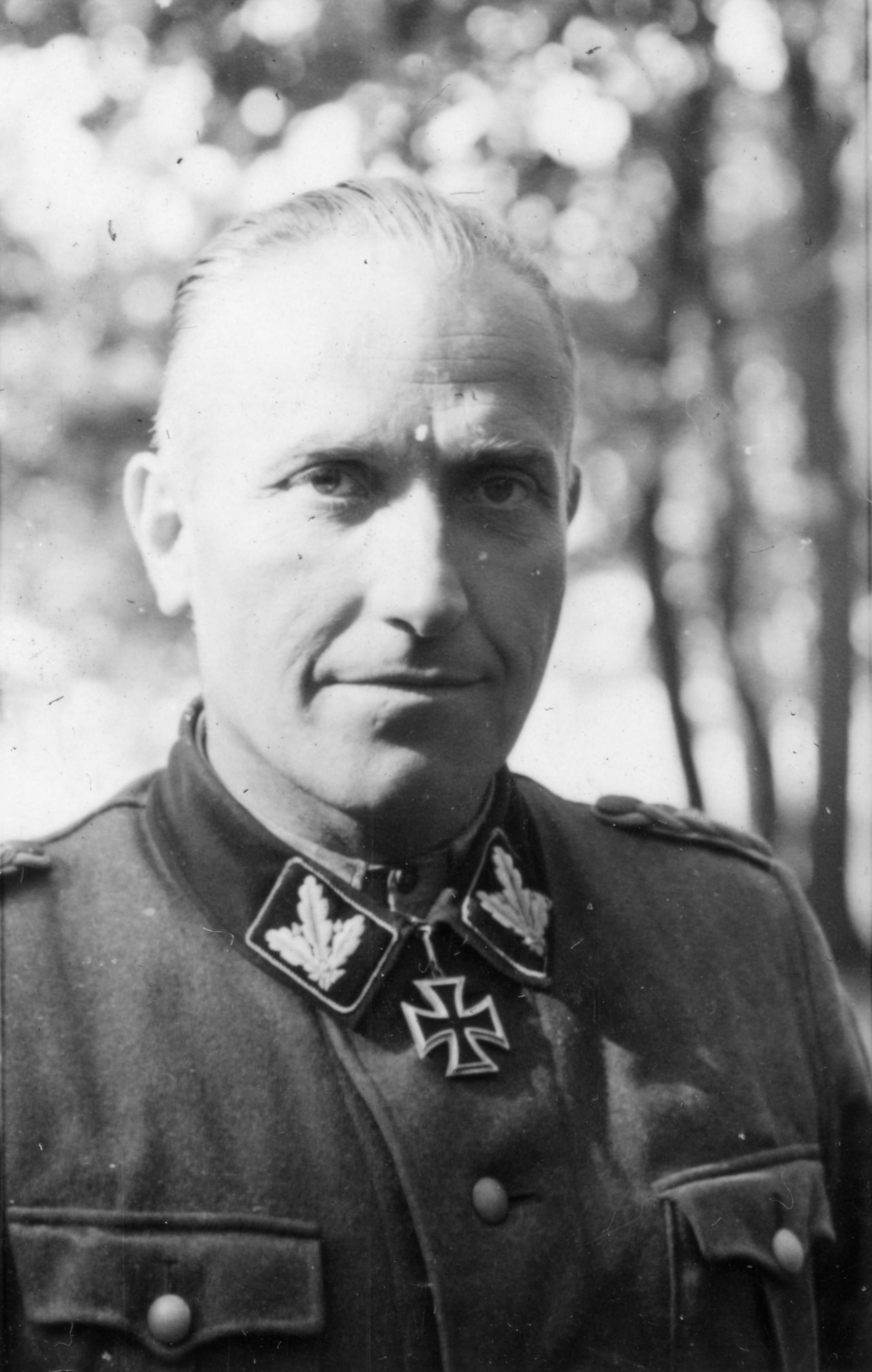
武裝親衛隊第3裝甲師「骷髏」第二任指揮官赫爾曼·普利斯。

親衛隊旅隊領袖（德語：Brigadeführer）是納粹德國準軍事組織「親衛隊」中的一個階級，存在於1932年至1945年間。同為納粹黨準軍事組織的衝鋒隊中亦設有此階級；其於1929年晚期至1930年間的稱呼為「下級集團領袖」。
本階級最初係因應親衛隊規模的擴張而增設，主要授予親衛隊旅隊（SS-Brigaden）指揮官。1933年，親衛隊旅隊改制為親衛隊區隊（SS-Abschnitte），但本階級仍沿用舊名。
起初，旅隊領袖被定位為親衛隊的二等將官，其職等介於上級領袖與集團領袖之間。然而這種情況在武裝親衛隊與秩序警察的勢力崛起後有所改變。在後兩個組織中，旅隊領袖相當於德意志國防軍或警政單位的准將，地位高於上校。
旅隊領袖的識別標記最初為帶有兩片橡葉與一條銀色橫紋的黑底襟章，但於1942年4月增設親衛隊最高集團領袖階級後改為黑底襟章帶三片橡葉。

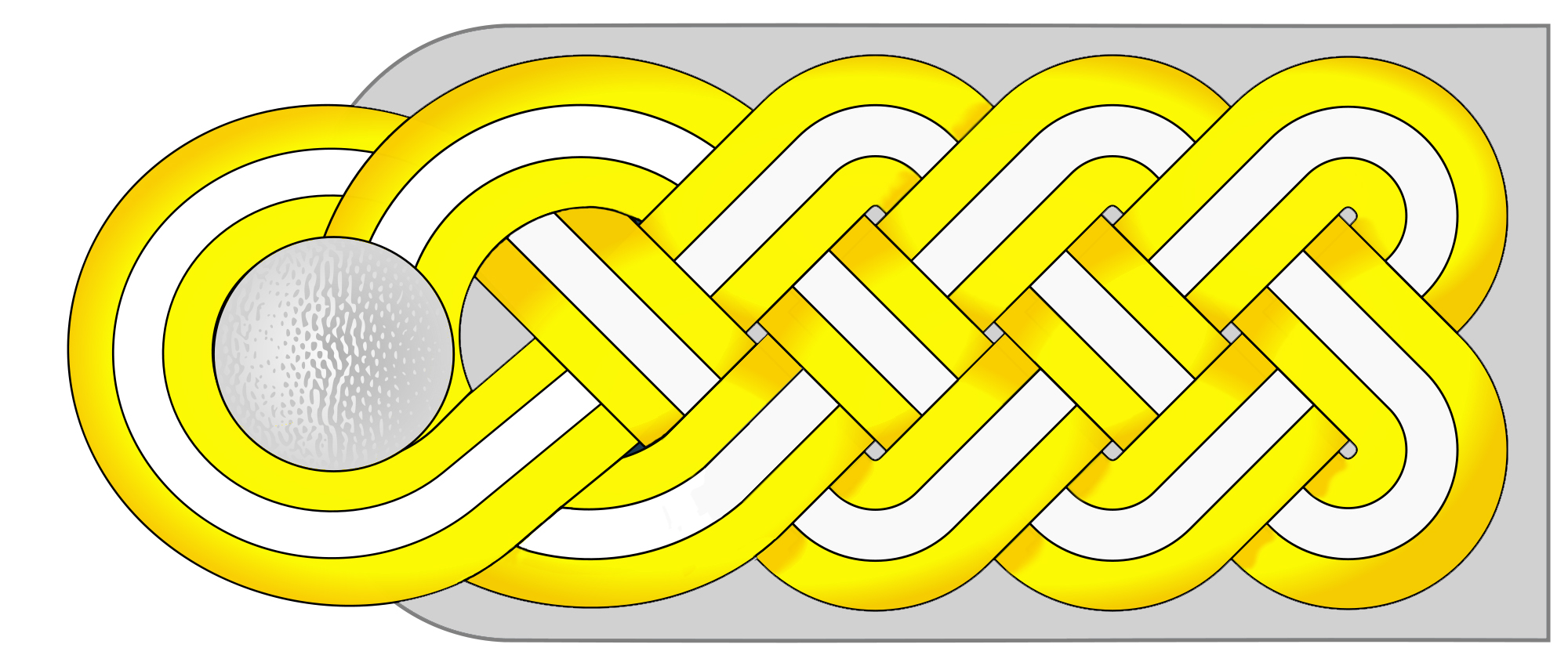
肩章
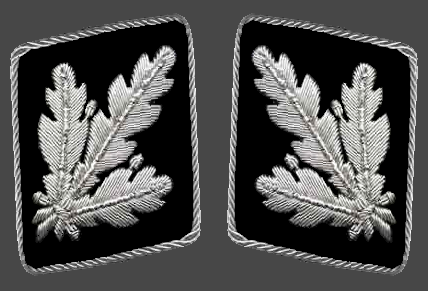
襟章 （1942年4月後使用）
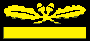
袖章

## 引用
1. ↑  McNab 2009，第29, 30頁.
2. ↑  McNab (II) 2009，第15頁.
3. ↑  McNab 2009，第29頁.
4. ↑  Flaherty 2004，第148頁.

## 圖書
- Flaherty, T. H. . Time-Life Books, Inc. 2004 [1988]. ISBN 1 84447 073 3.
- McNab, Chris. . Amber Books Ltd. 2009. ISBN 978-1-906626-49-5.
- McNab (II), Chris. . Amber Books Ltd. 2009. ISBN 978-1-906626-51-8.
- Stein, George. . Cornell University Press. 1984 [1966]. ISBN 0-8014-9275-0.
- Yerger, Mark C. . Schiffer Publishing Ltd. 1997. ISBN 0-7643-0145-4.